# Pedro Alves (futebolista)
Pedro Alves (Lisboa, 8 de Fevereiro de 1979) é um futebolista português, que jogou como guarda-redes no Clube Desportivo Cova da Piedade.
No inicio da época 2014/2015 chegou ao Cova da Piedade.
Em 2018 reforma-se aos 20 anos.